# Верона (округ)
Округ Верона (итал. Provincia di Verona) је округ у оквиру покрајине Венето у североисточној Италији. Седиште округа покрајине и највеће градско насеље је истоимени град Верона.
Површина округа је 3.121 км², а број становника 908.037 (2008. године).

## Природне одлике
Округ Верона се налази у северном делу државе, без излаза на море. Јужна половина округа је равничарског карактера, у области Падске низије. Северни део чине нише планине предалпског појаса, тзв. Доломити. Ту се налази и клисура реке Адиђе, која пресеца округ правцем северозапад - југоисток. Језеро Гарда налази се на западу округа.

## Становништво
По последњим проценама из 2008. године у округу Верона живи више више од 900.000 становника. Густина насељености је изузетно велика, близу 300 ст/км². Посебно је густо насељено подручје око града Вероне.
Поред претежног италијанског становништва у округу живе и велики број досељеника из свих делова света.

## Општине и насеља
У округу Верона постоји 98 општина (итал. Comuni).
Најважније градско насеље и седиште округа је град Верона (260.000 ст.), која са предграђима окупља више од половине окружног становништва. Други по велиини град је Вилафранка ди Верона (33.000 ст.) на западу округа.